# Anello planetario

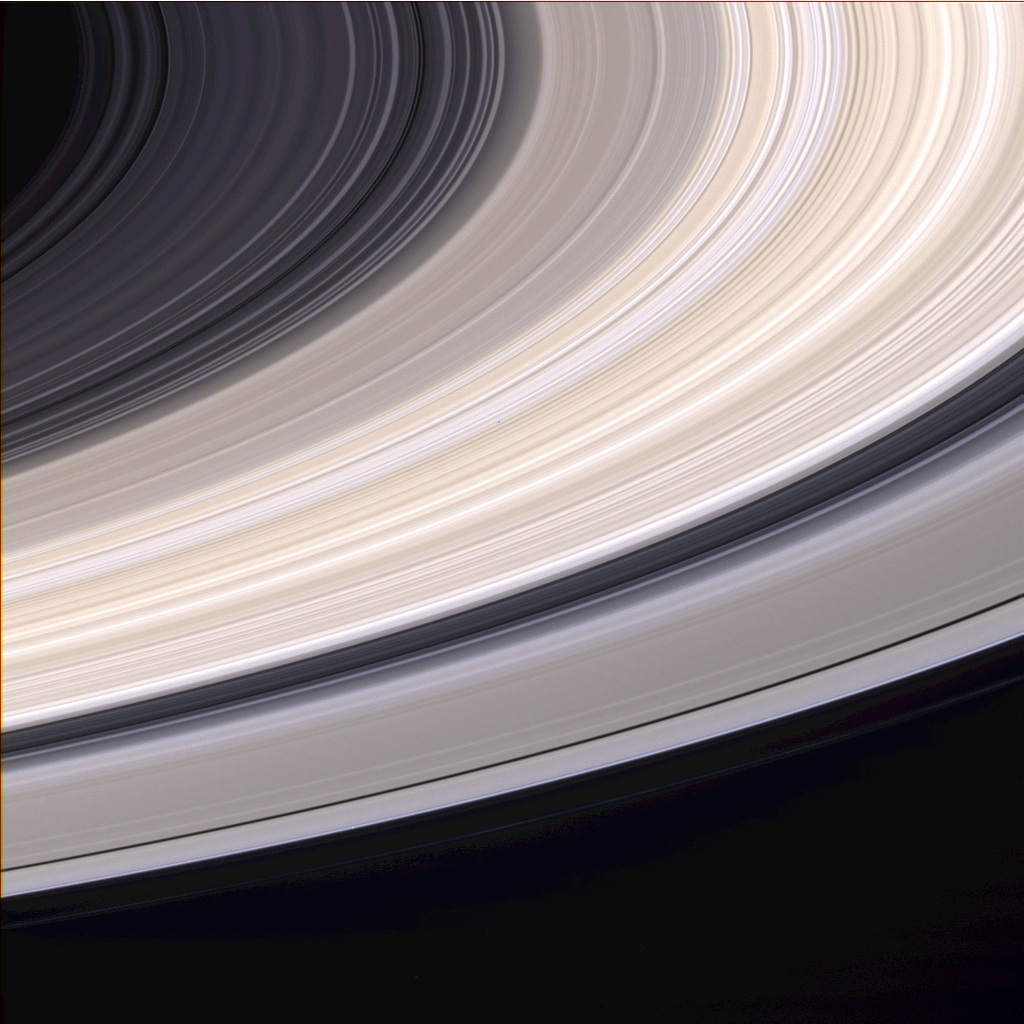
Gli anelli di Saturno fotografati dalla Sonda Cassini-Huygens nel luglio 2004.

Un anello planetario è un anello di polveri e altre piccole particelle che orbitano attorno ad un pianeta formando un disco piatto. L'esempio più spettacolare e famoso è dato dagli anelli attorno a Saturno, mentre il più esteso attualmente conosciuto è quello di J1407b.

## Origine
Sono stati proposti quattro diversi meccanismi per spiegare la formazione degli anelli planetari:
- da materiale del disco protoplanetario che si trovava all'interno del limite di Roche del pianeta e non poté pertanto proseguire il processo di coalescenza per formare un satellite
- da detriti derivanti da un satellite naturale che è stato frammentato in conseguenza di un grosso impatto
- da detriti di un satellite naturale frammentato dalle forze di marea quando si era trovato ad oltrepassare il limite di Roche del pianeta.
- da ciò che resta delle loro superfici.

Si pensava che questi anelli fossero instabili e che sarebbero di conseguenza svaniti nel corso di poche decine o al massimo qualche centinaio di milioni di anni. Le osservazioni più recenti sembrano però indicare che gli anelli di Saturno abbiano un'età che si può far risalire alla formazione del sistema solare.

## Caratteristiche
La composizione delle particelle degli anelli è varia: possono essere costituite da silicati oppure da polveri ghiacciate. Possono essere presenti anche rocce e massi più grandi. Nel 2007 sono state rilevate negli anelli di Saturno perturbazioni gravitazionali causate da piccoli corpi del diametro di poche centinaia di metri.
A volte gli anelli hanno dei satelliti pastore, piccoli satelliti che orbitano vicino al bordo esterno degli anelli o all'interno di interruzioni degli anelli. L'influenza gravitazionale esercitata dai satelliti pastore contribuisce a mantenere un confine netto tra l'anello e l'esterno: il materiale che si avvicina troppo all'orbita del satellite pastore viene rispedito all'interno, espulso dal sistema, oppure cade sul satellite stesso.

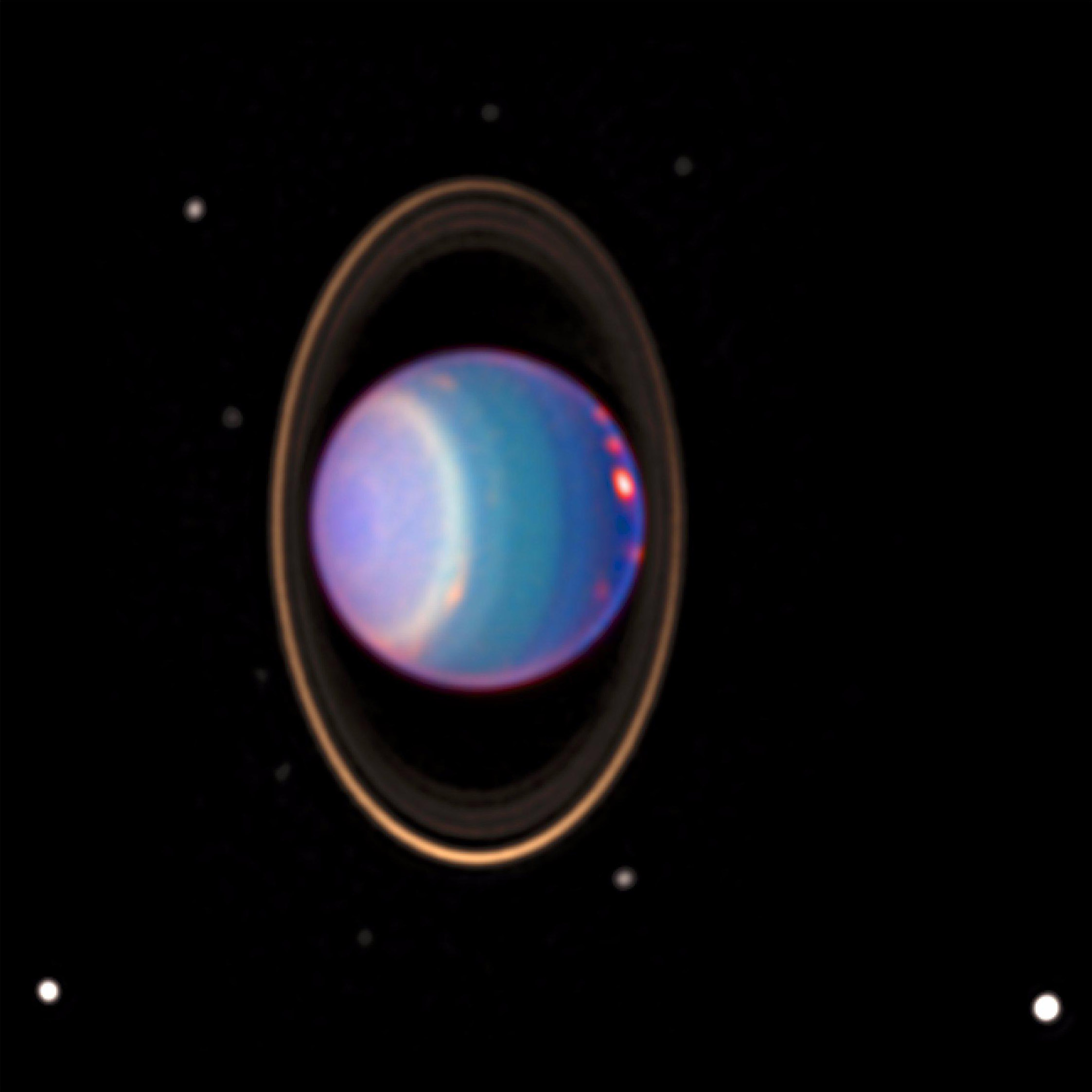
Gli anelli di Urano all'infrarosso.

Alcuni dei piccoli satelliti interni di Giove, in particolare Metis e Adrastea, si trovano vicino al sistema di anelli di Giove e anche all'interno del suo limite di Roche. È possibile che gli anelli di Giove siano composti da materiale strappato via da questi due satelliti dalle forze di marea del pianeta, forse coadiuvate anche da impatti sulla superficie dei satelliti di materiale proveniente dagli anelli.
Anche l'anello Epsilon, uno degli anelli di Urano, ha due satelliti pastore, Cordelia e Ofelia, che fungono rispettivamente da pastore interno ed esterno. Entrambi i satelliti si trovano ben all'interno del raggio dell'orbita sincrona di Urano, e le loro orbite sono destinate quindi a decadere lentamente a causa dell'attrazione esercitata dalle forze di marea del pianeta.
Gli anelli di Nettuno apparvero inizialmente come molto inusuali in quanto si presentavano come archi incompleti nelle prime osservazioni dalla Terra, ma le immagini del Voyager 2 li rivelarono come anelli completi con alcuni aggregati più luminosi. Si ritiene che le influenze gravitazionali del satellite pastore Galatea e forse di altri pastori ancora da scoprire, siano responsabili di queste disomogeneità negli anelli.
Si ipotizza anche che Fobos, uno dei satelliti di Marte, che è posizionato in un'orbita molto bassa,  verrà disgregato dalle forze di marea in circa cinquanta milioni di anni e che i suoi frammenti si disporranno a formare un anello planetario.

## Ipotesi di altri anelli planetari
Alcuni articoli apparsi nel marzo 2008 avevano avanzato l'ipotesi che Rea, uno dei satelliti di Saturno, potesse essere circondato da un tenue anello planetario, il che lo avrebbe fatto diventare il primo satellite noto a possedere un anello. Tuttavia, uno studio successivo pubblicato nel 2010 rivelò che le immagini scattate dalla sonda Cassini non erano in accordo con le proprietà previste per un sistema di anelli, indicando che gli effetti magnetici che avevano portato a formulare l'ipotesi degli anelli dovevano essere collegati ad una causa differente.

## Anello asteroidale
Il 26 marzo 2014 è stata annunciata la scoperta di due anelli, probabilmente costituiti di ghiaccio d'acqua attorno all'asteroide 10199 Chariklo. La scoperta è avvenuta grazie all'occultazione della stella UCAC4 248-108672 avvenuta il 3 giugno 2013.

## Anelli planetari al di fuori del sistema solare
Nel 2012 è stato scoperto J1407b: un pianeta extrasolare avente un anello planetario di 120 milioni di chilometri, un'estensione 200 volte quella degli anelli di Saturno. L'anello planetario di J1407b è stato il primo ad essere scoperto oltre il sistema solare ed è il più grande fra quelli conosciuti.

## Galleria d'immagini

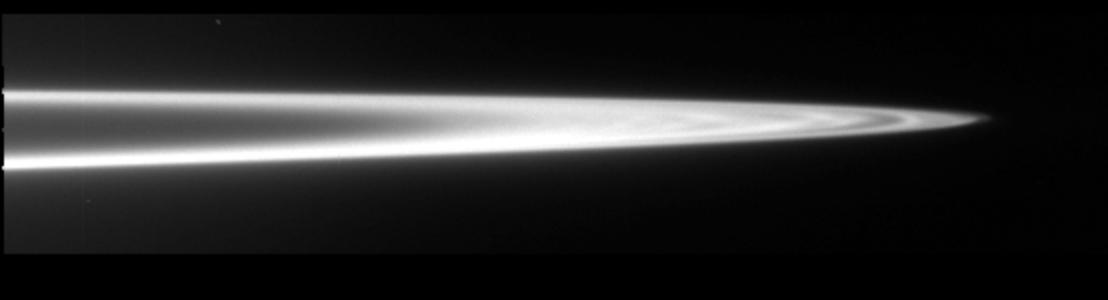
L'anello principale di Giove fotografato dalla sonda Galileo.

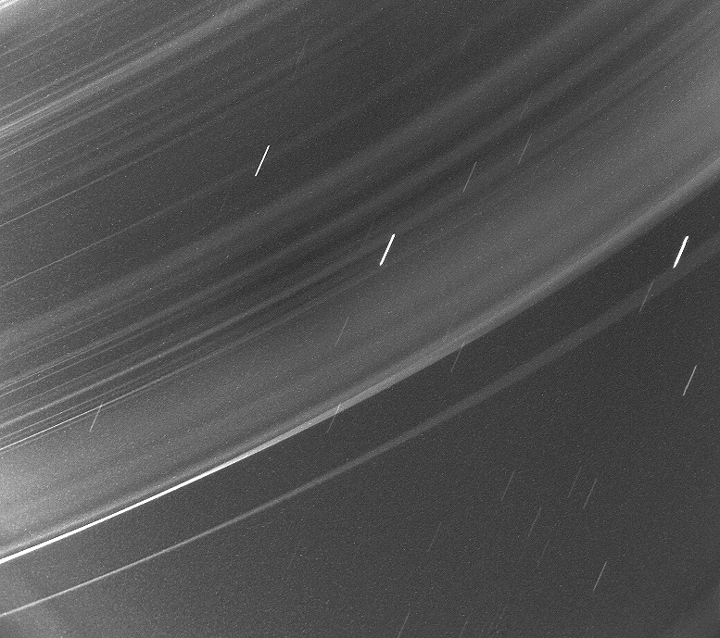
Gli anelli di Urano visti dalla Voyager 2.

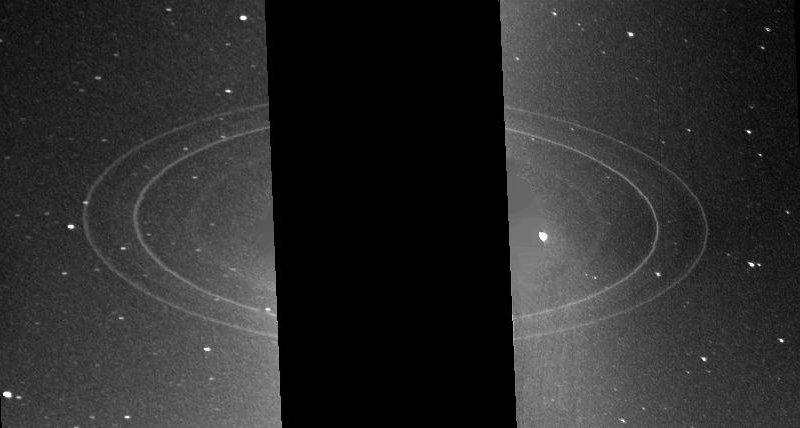
Gli anelli di Nettuno fotografati dalla Voyager 2.